# Stazione di Pian di Porto
La stazione di Pian di Porto è una fermata ferroviaria della Ferrovia Centrale Umbra. Serve la frazione di Pian di Porto, nel territorio comunale di Todi, in provincia di Perugia.
È gestita da Rete Ferroviaria Italiana.

## Movimento
Al 2024, la stazione è priva di traffico ferroviario.